# Kiwity

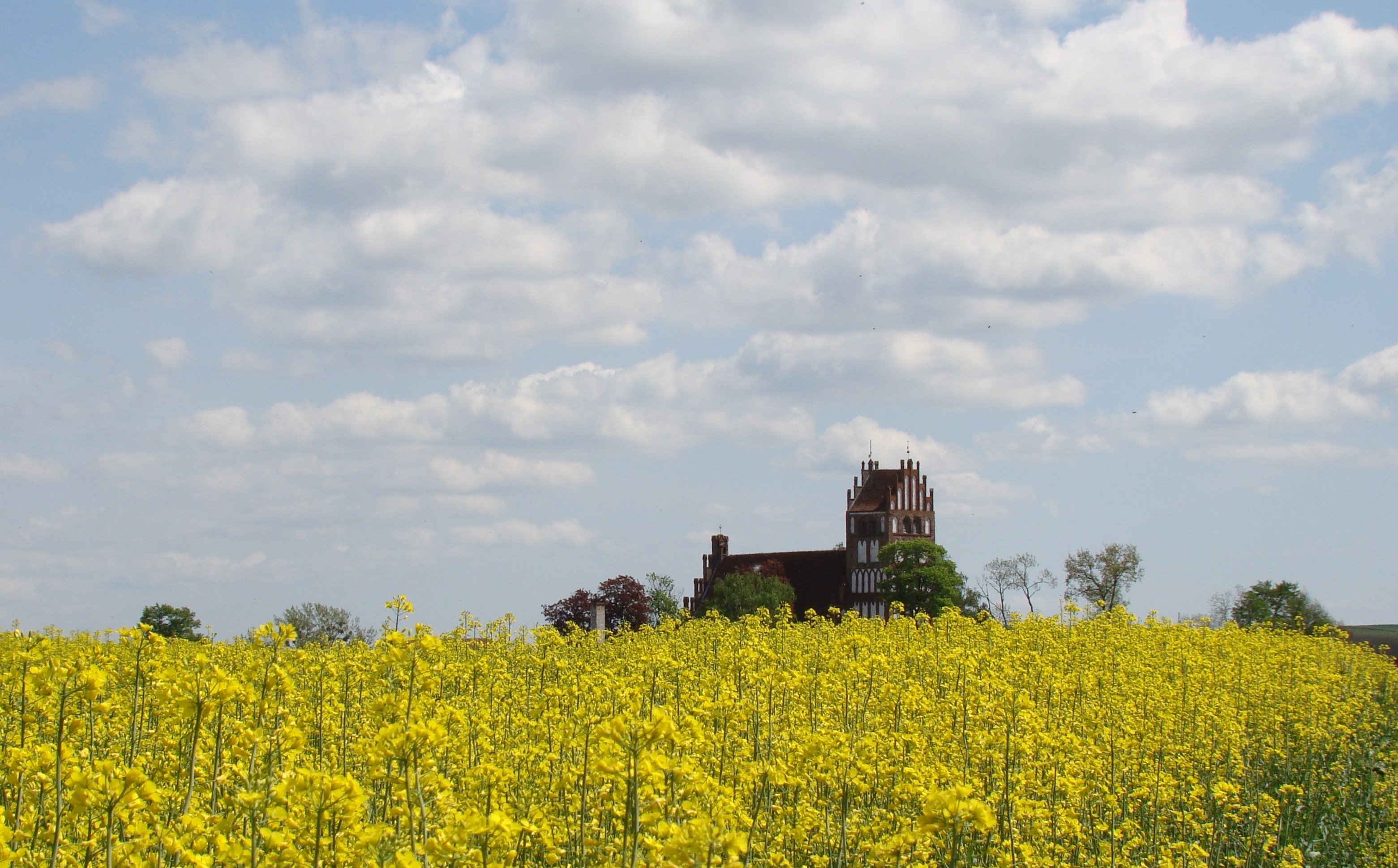
Die Kirche Kiwity als weithin sichtbares Wahrzeichen

Kiwity (deutsch Kiwitten) ist ein Dorf sowie Sitz der gleichnamigen Landgemeinde im Powiat Lidzbarski (Kreis Heilsberg) der Woiwodschaft Ermland-Masuren in Polen.

## Geographische Lage
Kiwity liegt an der Pisa im ehemaligen Ostpreußen, etwa 13 Kilometer östlich der Kreisstadt Lidzbark Warmiński (Heilsberg) und 40 Kilometer nordöstlich der Woiwodschaftshauptstadt Olsztyn (Allenstein).

## Geschichte

### Ortsgeschichte
Im 13. Jahrhundert gehörte die Region   zum Herrschaftsbereich des Deutschen Ordens. Die Ortschaft  wurde vor 1308 gegründet. In einer Urkunde des Jahres 1310 heißt der  Ort Knawitten. Nach der Zweiteilung des Deutschordensstaats Preußen im Zweiten Frieden von Thorn 1466 kam das Dorf mit dem Fürstbistum Ermland zum autonomen Preußen Königlichen Anteils, das sich freiwillig der Oberhoheit der polnischen Krone unterstellt hatte. Im Zuge der ersten polnischen Teilung 1772 kam Kiwitten zu Preußen.
Im Jahr 1789 wurde Kiewitten als ein königliches Dorf mit einer Kirche, einer kölmischen Mühle und 43 Feuerstellen (Haushaltungen) bezeichnet.
Von 1773 bis 1945 gehörte das Dorf Kiwitten zum Kreis Heilsberg im Regierungsbezirk Königsberg der preußischen Provinz Ostpreußen. Am 21. Mai 1874 wurde Kiwitten Amtsdorf und damit namensgebend für einen Amtsbezirk, der anfangs elf, am Ende noch neun Orte vereinte.
Im Zweiten Weltkrieg eroberte die Rote Armee Ende Januar 1945 das Kreisgebiet und unterstellte es mit der südlichen Hälfte Ostpreußens im Mai 1945 der Verwaltung der Volksrepublik Polen. Für Kiwitten wurde die polnische Ortsbezeichnung Kiwity eingeführt. Die Einwohner des Kreisgebiets wurden  vertrieben und an ihrer Stelle Polen angesiedelt, die ihrerseits zu 43,7 Prozent zuvor im Zuge der Zwangsumsiedlung von Polen aus den ehemaligen polnischen Ostgebieten 1944–1946 vertrieben worden waren.
Kiwity ist heute der zentrale Ort und Sitz der Gmina Kiwity im Powiat Lidzbarski, von 1975 bis 1998 der Woiwodschaft Olsztyn, seither der Woiwodschaft Ermland-Masuren zugehörig. Im Jahre 2021 zählte Kiwita 401 Einwohner.

### Bevölkerungsentwicklung bis 1945
| Jahr | Einwohner | Anmerkungen                                          |
| ---- | --------- | ---------------------------------------------------- |
| 1816 | 278       | [ 7 ]                                                |
| 1858 | 342       | darunter eine evangelische Person und 341 Katholiken |
| 1910 | 438       | [ 9 ]                                                |
| 1933 | 483       | [ 10 ]                                               |
| 1939 | 434       | [ 10 ]                                               |

### Amtsbezirk Kiwitten (1874–1945)
Zum Amtsbezirk Kiwitten gehörten in der Zeit seines Bestehens die Dörfer:
| Deutscher Name | Polnischer Name | Anmerkungen                          |
| -------------- | --------------- | ------------------------------------ |
| Bleichenbarth  | Bartniki        |                                      |
| Kerschdorf     | Kiersnowo       |                                      |
| Kerwienen      | Kierwiny        |                                      |
| Kiwitten       | Kiwity          |                                      |
| Kleiditten     | Klejdyty        |                                      |
| Kleitz         | Kłajty          | 1928 nach Kerwienen eingemeindet     |
| Kobeln         | Kobiela         |                                      |
| Konitten       | Konity          |                                      |
| Parkitten      | Parkity         | 1928 nach Bleichenbarth eingemeindet |
| Polpen         | Połapin         |                                      |
| Springborn     | Stoczek         |                                      |

## Persönlichkeiten
- Johann Wilde (1438–1532), römisch-katholischer Theologe, erster Weihbischof Ermlands (1498–1532), wirkte in Kiwitten als Pfarrer, verstarb hier am 17. Dezember 1532 im Alter von 94 Jahren und wurde hier bestattet[11]
- Felix Zimmermann (1886–1945), römisch-katholischer Theologe und Märtyrer, wirkte vor 1922 in Kiwitten als Kaplan, wurde 1945 in die Sowjetunion verschleppt, in Swerdlowsk gestorben

## Religion

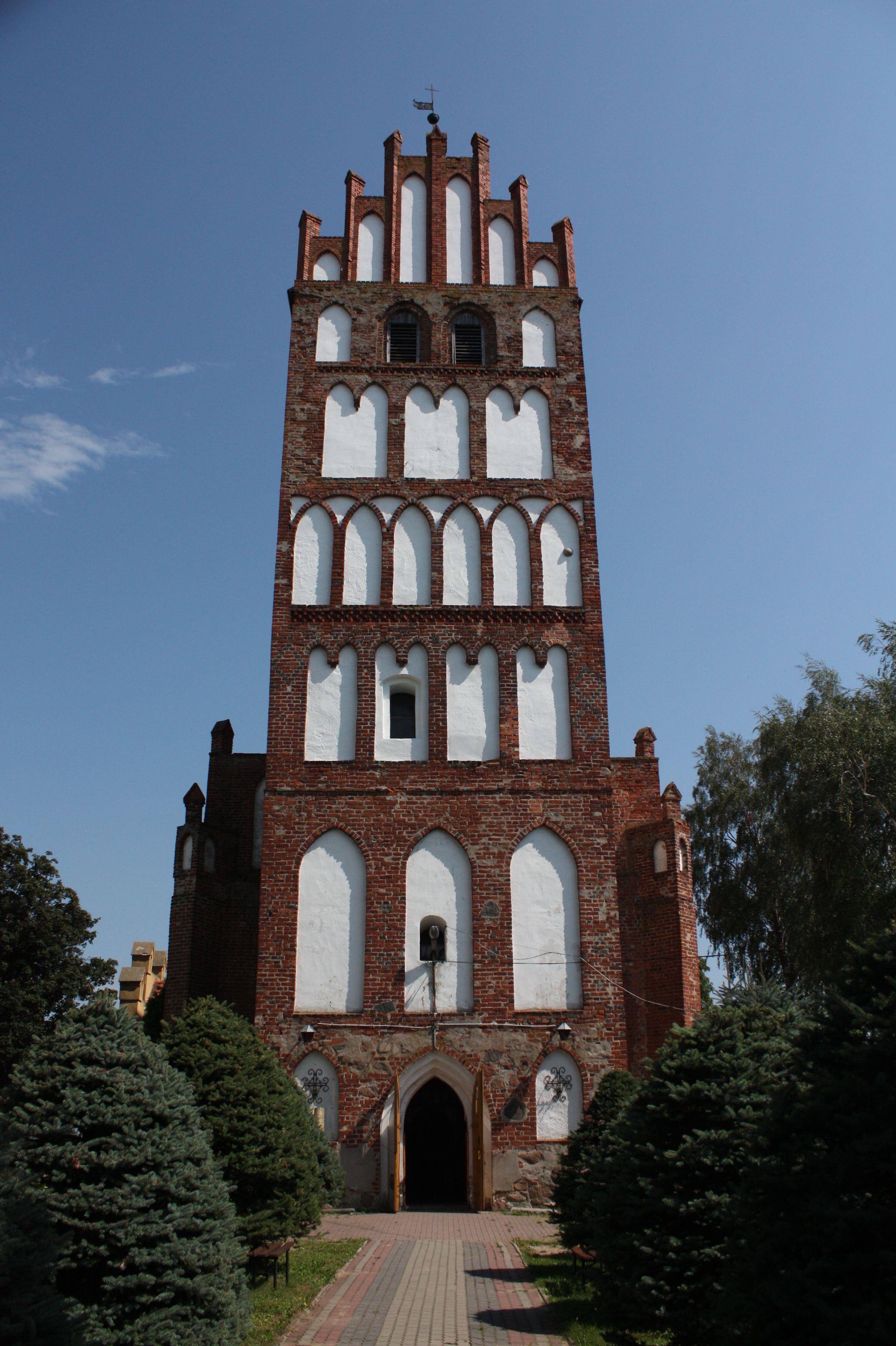
Die denkmalgeschützte Peter-und-Paul-Kirche in Kiwity, erbaut im 14. Jahrhundert

Bis 1945 gehörten die mehrheitlich römisch-katholischen Einwohner von Kiwitten zum Kirchspiel Kiwitten  im  Bistum Ermland, während der evangelische Bevölkerungsteil dem Kirchspiel der evangelischen Kirche Heilsberg im Kirchenkreis Ermland, Superintendenturbezirk Braunsberg innerhalb der Kirchenprovinz Ostpreußen der Kirche der Altpreußischen Union zugeordnet war.
Die heute im Ort lebenden katholischen Kirchenglieder gehören zum Dekanat Lidzbark Warmiński im jetzigen Erzbistum Ermland. Die evangelischen Kirchenglieder sind heute der Diözese Masuren der evangelisch-lutherischen Kirche in Polen zugeordnet.

## Sehenswürdigkeiten
- Die Peter-und-Paul-Kirche, erbaut im 14. Jahrhundert[12] auf einem Feldsteinsockel, wurde am 1. September 1968 unter Denkmalschutz gestellt.[14]

## Verkehr

### Straßen

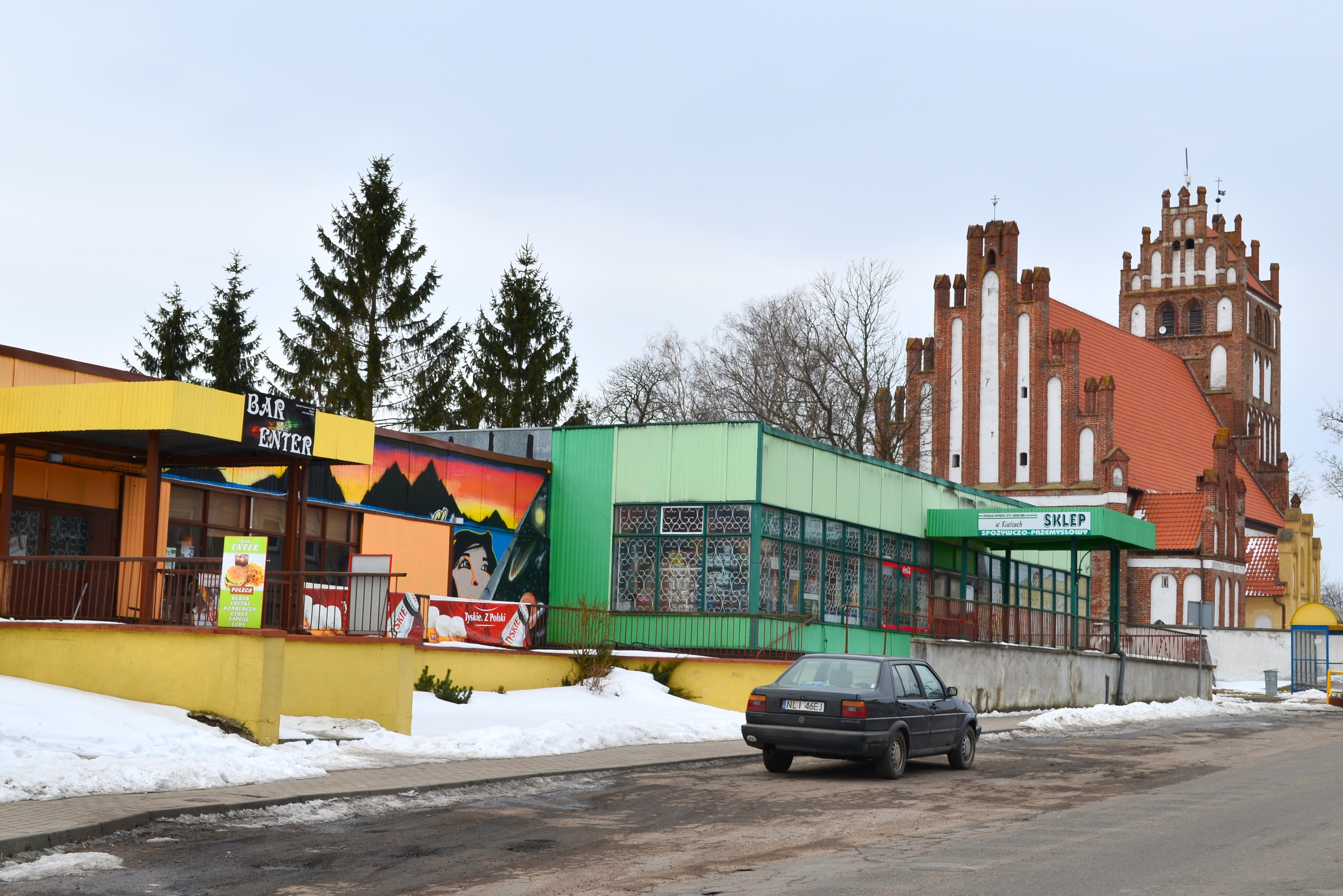
Dorfstraße in Kiwity

Kiwity liegt an der verkehrsreichen Woiwodschaftsstraße 513, die die Städte Pasłęk (Preußisch Holland), Orneta (Wormditt) und Lidzbark Warmiński (Heilsberg) verbindet und an der Landesstraße 57 (im Abschnitt der früheren deutschen Reichsstraße 128) bei Wozławki (Wuslack) endet. Aus der näheren Umgebung von Kotowo (Katzen), Połapin (Polpen) bzw. Mirosław (Mengen) kommend enden drei Nebenstraßen in Kiwity.

### Schienen
Kiwitten resp. Kiwity verfügt über keine Bahnanbindung. Von 1905 bis 1945 war der Nachbarort Thegsten (polnisch Rokitnik) die nächste Bahnstation und lag an der Bahnstrecke Schlobitten–Wormditt–Heilsberg–Bischdorf–Angerburg.